# کارلتون مایرز
کارلتون مایرز (انگلیسی: Carlton Myers؛ زادهٔ ۳۰ مارس ۱۹۷۱) بازیکن بسکتبال انگلستانی‌تبار اهل ایتالیا بود.
وی در مسابقات کشوری و بین‌المللی در مجموع برندهٔ ۱ مدال طلا، ۱ مدال نقره شده‌است.